# Normandie-Format
Der Begriff Normandie-Format, auch Normandie-Quartett, bezog sich seit Juni 2014 auf eine seither gescheiterte, halb-offizielle quadrilaterale (vierseitige) Kontaktgruppe, vornehmlich auf Regierungs- und Außenministerebene, zwischen Russland, Deutschland, Frankreich und der Ukraine zu Fragen des Russisch-Ukrainischen Krieges. Vertreter der pro-russischen Separatisten sind offiziell nicht eingebunden. Das letzte Treffen fand am 10. Februar 2022 statt, zwei Wochen vor dem Überfall Russlands auf die Ukraine.

## Bezeichnung
Die Bezeichnung bezieht sich auf ein Vierer-Treffen von Bundeskanzlerin Angela Merkel (CDU), dem ukrainischen Präsidenten Petro Poroschenko, dem russischen Präsidenten Wladimir Putin und seinem französischen Kollegen François Hollande im Jahr 2014 anlässlich der Gedenkfeiern zum 70. Jahrestag der Alliierten-Landung in der nordfranzösischen Normandie. „Normandie-Format“ wurde erstmalig am 20. August 2014 von acht deutschen lokalen Tageszeitungen kontextidentisch verwendet (Aachener Nachrichten, Darmstädter Echo, Frankenpost, Freies Wort, Meininger Tageblatt, Neue Presse, Nürnberger Zeitung, Südthüringer Zeitung): „Deswegen werden die Vermittlungsrunden der vier Länder jetzt auch ‚Normandie-Format’ genannt.“

## Treffen

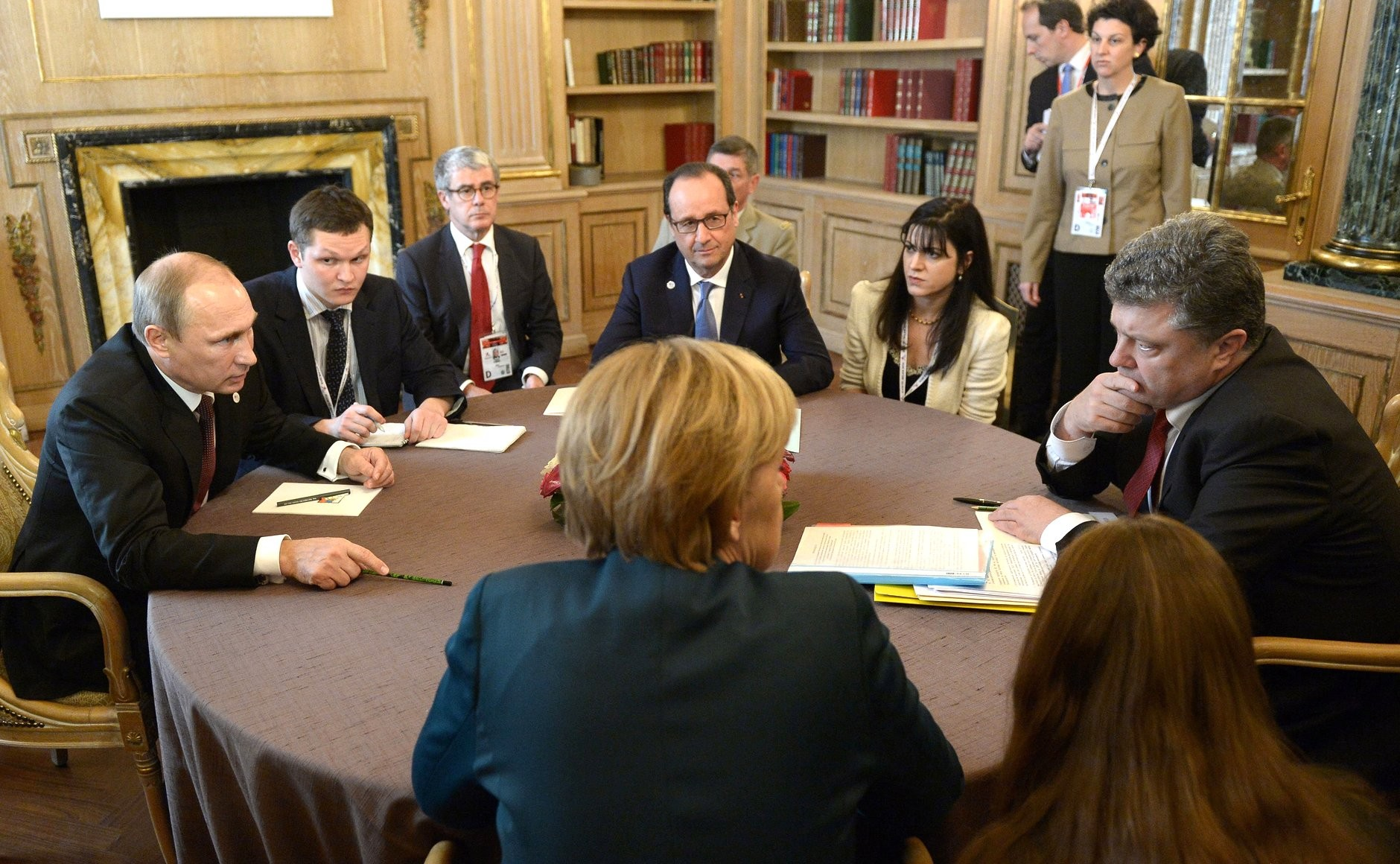
Treffen zwischen dem neuen ukrainischen Präsidenten Petro Poroschenko, dem russischen Staatspräsidenten Wladimir Putin, dem französischen Präsidenten François Hollande und Bundeskanzlerin Angela Merkel, Oktober 2014

- 6. Juni 2014 in der Normandie: Treffen von Merkel, Hollande, Poroschenko und Putin, erste Begegnung der Staatschefs Russlands und der Ukraine seit Beginn des Russisch-Ukrainischen Krieges.
- 17. Oktober 2014 in Mailand: Das Treffen fand am Rande des Asia-Europe Meeting in Mailand statt. Neben Merkel, Hollande, Poroschenko und Putin waren weitere führende EU-Politiker anwesend. Ein Ergebnis wurde bei dem Treffen nicht erzielt.
- 12. Februar 2015: Treffen der vier Staats- und Regierungschefs in der belarussischen Hauptstadt Minsk, führte zur Unterzeichnung von Minsk II
- 2. Oktober 2015: Erneutes Treffen der vier Beteiligten zur Umsetzung des Minsker Friedensplanes. Außerdem waren die Kommunalwahlen, die pro-russischen Separatisten in der Ostukraine abhalten wollten, Thema
- 11. Mai 2016: Treffen der Außenminister Deutschlands, Frankreichs, Russlands und der Ukraine auf Einladung Frank-Walter Steinmeiers in Berlin[4]
- 23. Mai 2016: Telefonat der vier Parteien[5]
- 19. Oktober 2016: Treffen auf Einladung von Bundeskanzlerin Angela Merkel in Berlin zur Umsetzung des Minsker Friedensplanes[6]
- 18. Februar 2017: Erneutes Treffen der Außenminister am Rande der Münchner Sicherheitskonferenz[7]

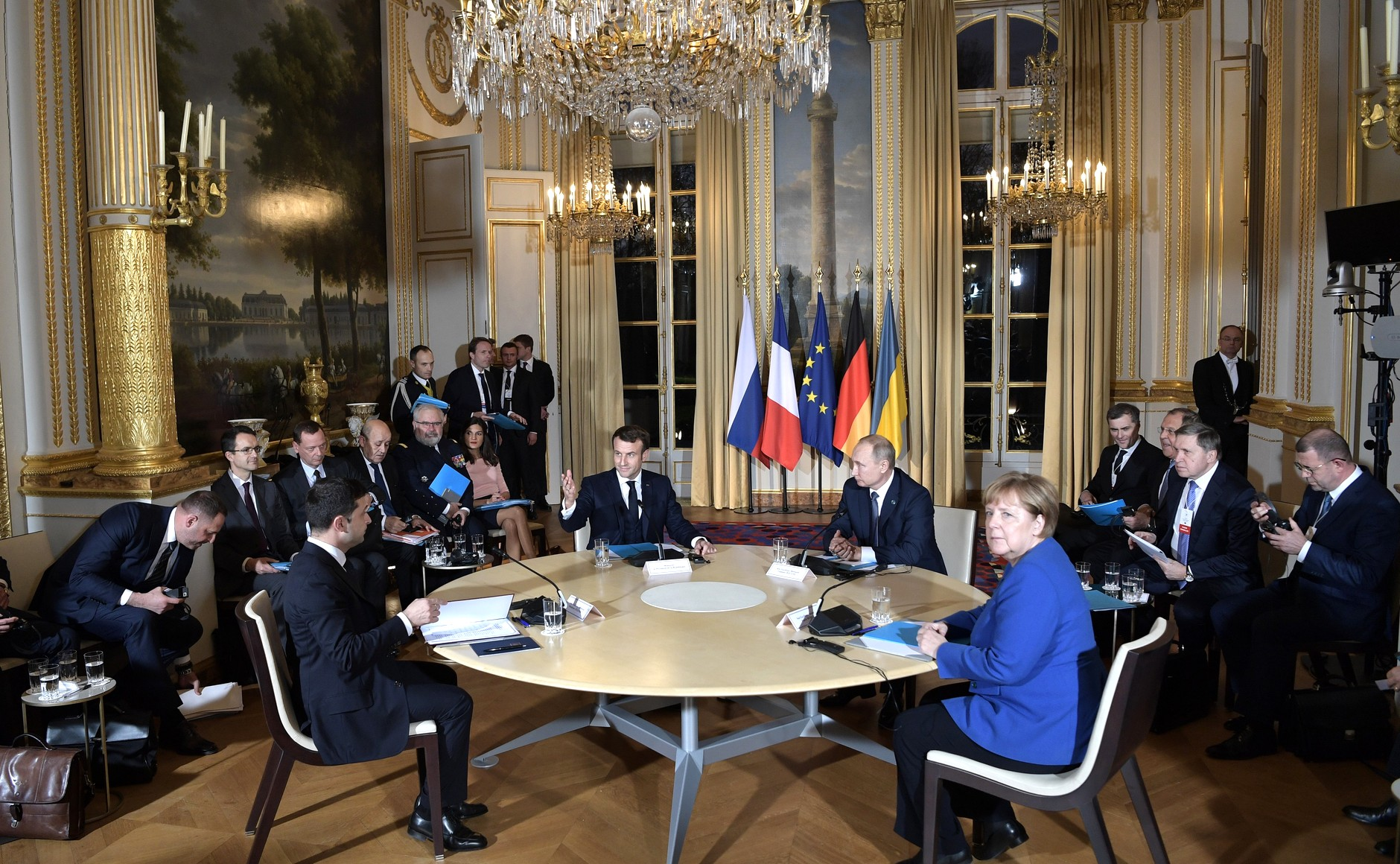
Treffen im Normandie-Format, Paris, 9. Dezember 2019

- 9. Dezember 2019: Treffen auf Einladung von Präsident Macron mit dem im Jahr 2019 neu gewählten ukrainischen Präsidenten Wolodymyr Selenskyj, Bundeskanzlerin Merkel und Präsident Putin in Paris. Bei dem Treffen im Élysée-Palast wurden neben einem Gefangenenaustausch ein Waffenstillstand in der Ostukraine bis Ende des Jahres und ein weiterer Truppenrückzug in drei weiteren Gebieten an einer Demarkationslinie bis Ende März 2020 vereinbart. Auch ein Bekenntnis zur Steinmeier-Formel, ein auf Frank-Walter Steinmeier zurückgehenden Vorschlag, den ostukrainischen Regionen Luhansk und Donezk einen Sonderstatus zu verleihen und dort Wahlen unter Beobachtung der Organisation für Sicherheit und Zusammenarbeit in Europa (OSZE) durchzuführen, wurde formuliert.[8][9] Als Ergebnis des Gipfels wurde ein zusammenfassendes Dokument mit dem Titel „Allgemeine vereinbarte Schlussfolgerungen des Pariser Gipfels im Normandieformat vom 9. Dezember 2019“ unterzeichnet.[10]
- 27. Januar 2022: Abgesandte der vier Nationen (darunter Dmitri Kosak für Russland und Andrij Jermak für die Ukraine) trafen sich in Paris. Russland und die Ukraine bekannten sich in einer Abschlusserklärung zu einer „Festigung“ einer im Jahr 2020 vereinbarten Waffenruhe in der Ostukraine und zu einem weiteren Treffen im Februar 2022 in Berlin. Jedoch hatte die OSZE angegeben, dass die Verstöße der Waffenruhe erst zu Anfang des Jahres 2022 um 70 Prozent zurückgegangen seien. Kosak beklagte im Zuge des Treffens, dass die Ukraine auf Kontaktversuche der Separatisten in der Ostukraine (der proklamierten Volksrepublik Donezk und Volksrepublik Lugansk) ablehnend oder gar nicht reagiere. Er forderte die Ukraine zum Dialog mit diesen auf. Laut Kosak habe die ukrainische Regierung keine Perspektive für die umkämpften Teile der Regionen Luhansk und Donezk vorgelegt. Außerdem würde es das in der Abschlusserklärung vereinbarte Treffen in Berlin nur unter dem Vorbehalt geben, dass vorher eine Einigung über den geplanten rechtlichen Status des Donbass und über die Abhaltung von Wahlen dort erzielt werde.[11]
- 10. Februar 2022: In Berlin trafen sich die vier außenpolitischen Chefberater der vier Nationen. Gesprochen wurde über Gesetzestexte, die die ukrainische Regierung mit den Separatisten nach dem Abkommen von Minsk II aushandeln sollte. Zur Sprache kamen außerdem humanitäre Maßnahmen, darunter eine Freilassung von Gefangenen. Eine Abschlusserklärung wurde nicht erarbeitet. Es wurde sich jedoch darauf verständigt, die Gespräche nach der nächsten Sitzung der sogenannten Trilateralen Kontaktgruppe (Vertreter Russlands, der Ukraine sowie der OSZE) im März 2022 fortzusetzen.[12]

## Scheitern
Mit dem militärischen Überfall auf die Ukraine zerschlug die Russische Föderation am 24. Februar 2022 alle bisherigen Verhandlungsformate vollständig.